# Ubuntu MATE
Ubuntu MATE er en gratis og open-source Linux-distribution , og er en officiel Ubuntu distrubution. Dens vigtigste forskellighed fra Ubuntu er, at den bruger MATE skrivebords miljø som standard brugergrænseflade, der er baseret på GNOME 2, som blev brugt til Ubuntu versioner tidligere end 11.04, i stedet for Unity grafisk shell, som er den standard-brugergrænseflade til Ubuntu desktop.

## Historie
Ubuntu MATE-projektet blev grundlagt af Martin Wimpress og Alan Pave og begyndte som en uofficiel videreudvikling af Ubuntu, ved hjælp af et Ubuntu-14.10 grundlag for dets første version; en 14.04 LTS udgivelse, der blev fulgt på kort tid. februar 2015 fik Ubuntu MATE en officiell Ubuntu distro status fra Canonical Ltd. som pr frigivelse af 15.04 Beta 1. I tillæg til IA-32 og x86-64 , som var den oprindelige understøttede platforme, Ubuntu MATE understøtter også  PowerPC og ARMv7 (på Raspberry Pi, 2 og 3).
I April 2015, annoncerede Ubuntu MATE  et partnerskab med British computer reseller Entroware, så Entroware kunder kunne købe stationære og bærbare computere med Ubuntu MATE forudinstalleret med fuld understøttelse. Flere andre hardware-tilbud blev annonceret senere.

## Udgivelser
| Aktuelle udgivelse | understøttes ikke længere | Udgivelse stadig understøttet | Kommende udgivelse |

| Version   | Kodenavn       | Udgivelsesdato | Understøttet indtil | Bemærkninger |
| --------- | -------------- | -------------- | ------------------- | --- |
| 14.04 LTS | Trusty Tahr    | 2014-11-11     | April 2019          | Udgivet efter 14.10 slippe for at yde støtte på lang sigt , indtil 2019, følgende Ubuntu                                                   |
| 14.10     | Utopic Unicorn | 2014-10-23     | Juli 2015           | Første udgave af Ubuntu MATE |
| 15.04     | Vivid Vervet   | 2015-04-23     | Januar 2016         | Første udgivelse som en officiel Ubuntu smag                                                                                               |
| 15.10     | Wily Werewolf  | 2015-10-22     | Juli 2016           | Funktioner MATE 1.10, Ubuntu Software Center er ikke installeret som standard                                                              |
| 16.04 LTS | Xenial Xerus   | 2016-04-21     | April 2019          | Første officielle LTS release; funktioner MATE 1.12.x DE, udvidet Velkommen, program og Software Boutique; har ZFS indbygget som standard. |
| 16.10     | Yakkety Yak    | 2016-10-13     | Juli 2017           | Tidligere Ubuntu MATE udgivelse, med ni måneder af støtte.                                                                                 |
| 17.04     | Zesty Zapus    | 2017-04-13     | April 2020          | Nuværende Ubuntu MATE udgivelse, med ni måneder af støtte.                                                                                 |

## Modtagelse
I maj 2016 anmeldte Jesse Smith fra DistroWatch MATE, og konkluderende, at "på trods af mine indledende problemer med at få Ubuntu MATE installeret og køre uden problemer, kom jeg derfra med et positivt billede af distributionen. Projektet giver en meget venlig skrivebordsoplevelse, der kræver få hardware-ressourcer ved moderne standarder. Jeg synes også godt om det standardtema, der bruges på Ubuntu MATE."